# Acridoidea
Acridoidea je najveća nadfamilija skakavaca u redu Orthoptera sa vrstama pronađenim na svakom kontinentu izuzev Antarktika.

## Klasifikacija
Orthoptera datoteka vrsta obuhvata sledeće familije:
- Acrididae MacLeay, 1821
- Dericorythidae Jacobson & Bianchi, 1905
- Lathiceridae Dirsh, 1954
- Lentulidae Dirsh, 1956
- Lithidiidae Dirsh, 1961
- Ommexechidae Bolívar, 1884
- Pamphagidae Burmeister, 1840
- Pamphagodidae Bolívar, 1884
- Pyrgacrididae Kevan, 1974
- Romaleidae Pictet & Saussure, 1887
- Tristiridae Rehn, 1906